# Canthyporus
Canthyporus är ett släkte av skalbaggar. Canthyporus ingår i familjen dykare.

## Dottertaxa tillCanthyporus, i alfabetisk ordning[1]
- Canthyporus aenigmaticus
- Canthyporus alpestris
- Canthyporus alvei
- Canthyporus angustatus
- Canthyporus bicinctus
- Canthyporus brincki
- Canthyporus canthydroides
- Canthyporus congener
- Canthyporus consuetus
- Canthyporus cooperae
- Canthyporus exilis
- Canthyporus fluviatilis
- Canthyporus guignoti
- Canthyporus guttatus
- Canthyporus hottentottus
- Canthyporus hynesi
- Canthyporus kenyensis
- Canthyporus lateralis
- Canthyporus latus
- Canthyporus loeffleri
- Canthyporus lowryi
- Canthyporus navigator
- Canthyporus nebulosus
- Canthyporus nimius
- Canthyporus parvus
- Canthyporus pauliani
- Canthyporus petulans
- Canthyporus planus
- Canthyporus regimbarti
- Canthyporus sigillatus
- Canthyporus subparallelus
- Canthyporus swaziensis
- Canthyporus testaceus
- Canthyporus turneri
- Canthyporus wewalkai